# Bogislaus Philipp von Chemnitz
Bogislaus Philipp von Chemnitz, före adlandet Bogislaus Philipp Chemnitius, född 9 maj 1605 i Stettin, Pommern (nuvarande Szczecin i Polen), död 17 maj 1678 på Hallsta gård, Dingtuna socken, var en tysk-svensk politisk och historisk skriftställare, och svensk rikshistoriograf.

## Biografi
Bogislaus Philipp von Chemnitz föddes i Stettin som son till Margareta Cameraria och Martin Chemnitz (1561–1627), som var kansler hos hertig Fredrik av Holstein-Gottorp, sonson till teologen Martin Chemnitz (1522–1586), som ligger bakom konkordieformeln, och bror till juristen och diplomaten i svensk tjänst Martin Chemnitz (1596–1645).
Han studerade i Rostock och Jena, men gick en tid efter faderns död i holländsk krigstjänst och tog kort efter Gustav II Adolfs ankomst till Tyskland 1630 anställning i svenska hären. Som krigare gjorde han sig emellertid föga känd och nådde inte högre än till kaptens grad. Chemnitz verkar redan mot 1630-talets slut ha använts i Svenska Pommern och Schlesien i administrativa uppdrag av svenske residenten i Stettin, Lillieström, och övergick småningom helt till politiskt och historiskt författarskap i svenska regeringens tjänst. 
Redan på 1620-talet hade han författat ett par politiska avhandlingar och väckt uppmärksamhet genom sin broschyr Senatus deonim de prcesentibus . . . Germanice miseriis, en skildring av Tysklands dåvarande sorgliga tillstånd. Sannolikt sommaren 1642 begav han sig till Sverige. 
Kanske skrev han under de första åren där den berömda, mot huset Habsburg riktade stridsskrift, som på titelbladet bär det förmodligen oriktiga tryckåret 1640 och pseudonymen Hippolithus à Lapide. Dess titel är De ratione status in imperio nostro romano-germanico. Detta arbete, som inspirerats av Axel Oxenstiernas idéer, i vilket författaren sökte bevisa att högsta myndigheten i tyska riket tillhörde inte kejsaren, utan samlingen av Tysklands furstar och fria städer, det vill säga riksdagen, avsåg att försvara riksständernas av kejsaren bestridda rätt att representeras vid den påtänkta fredskongressen och väckte en ofantlig sensation. 
Redan hösten 1642 hade Oxenstierna, Chemnitzs trogne gynnare, gett honom i uppdrag att skriva det tyska krigets historia, på våren 1643 bekräftade rådet å svenska statens vägnar det givna uppdraget, och 3 januari 1644 blev Chemnitz utnämnd till kunglig svensk rikshistoriograf med lön på stat och tillträde till riksarkivets akter. 1648 blev han och hans syskon till följd av faderns förtjänster upphöjda i adligt stånd, samma år fick han av Oxenstierna gården Hallsta i Västmanland och erhöll 1649 av drottningen sju bondgårdar i närheten. 
Under Karl XI:s förmyndarregering blev han 1668 häradshövding i Askers domsaga, och Karl XI gav honom 1675 titeln kungligt hovråd. Chemnitz avled barnlös på sin gård Hallsta 17 maj 1678.

## Der königlich schwedische in Teutschland geführte Krieg
Hans stora arbete, som tillkom på officiellt uppdrag, Der königlich schwedische in Teutschland geführte Krieg påbörjades 1642. Dess första del, behandlande Gustaf Adolfs deltagande i kriget 1630–32, utkom på tyska och latin 1648; andra delen (tiden 1633–juni 1636) utgavs på tyska 1653; tredje och fjärde delarna (tiden juni 1636–juni 1646) anmäldes som färdiga 1668, och tryckning beslöts, men kom till följd av penningbrist inte att äga rum. Vid slottsbranden 1697 förlorades mycket av manuskriptet till tredje delen samt förmodligen även en femte del, behandlande Wrangels fälttåg, och en sjätte del om krigets slut. Först 1855–59 utgavs, på statens bekostnad, vad som räddats av Chemnitz manuskript: första boken av tredje delen (Baners fälttåg juni–dec. 1636) och hela fjärde delen (Lennart Torstensons fälttåg 1641–46). 
Chemnitz stora historiska verk skattas med rätta synnerligen högt till följd av det rika arkivmaterial som stod till författarens förfogande, och genom den omständigheten att Axel Oxenstierna anses ha övervakat utarbetandet av dess viktigaste partier. Första delen är mest grundad på äldre samtidshistoriska samlingar, främst Johann Philipp Abelins Theatrum Europæum; för återstoden av arbetet har Chemnitz däremot lagt arkivhandlingar till grund och konstlöst, men i troget återgivande, sammanfogat dem till en samtidshistoria av tillförlitlighet och värde.